# Climax (Saskatchewan)
Pour les articles homonymes, voir Climax.
Climax est un village de la province canadienne de la Saskatchewan, situé dans la municipalité rurale de Lone Tree.
Il a été incorporé en 1923. Sa population en 2016 est de 195 habitants.